# Tour de l'Oder
Le Tour de l'Oder (en allemand : Oderrundfahrt) est une course cycliste allemande disputée au mois de juillet autour de Francfort-sur-l'Oder, dans le Land de Brandebourg. Créée en 1955, elle est organisée sur plusieurs étapes. 

## Histoire
Après une interruption de 16 ans, elle reprend sa place au sein du calendrier national allemand en 2013. 
En 2016, Jan Tschernoster devient le plus jeune coureur à inscrire son nom au palmarès de l'épreuve.

## Palmarès
| Année     | Vainqueur                | Deuxième             | Troisième         |
| --------- | ------------------------ | -------------------- | ----------------- |
| 1955      | Kurt Quast               |                      |                   |
| 1956      | Karl-Heinz Neitzke       |                      |                   |
| 1957      | Manfred Pelzer           |                      |                   |
| 1958      | Horst Manns              |                      |                   |
| 1959      | Roland Müller            |                      |                   |
| 1960      | Horst Klawohn (de)       |                      |                   |
| 1961      | Arno Schulz              |                      |                   |
| 1962      | Roland Müller            |                      |                   |
| 1963      | Rainer Pluskat (de)      |                      |                   |
| 1964      | Steffen Dienewald (de)   |                      |                   |
| 1965      | non disputé              | non disputé          | non disputé       |
| 1966      | Bernhard Eckstein        |                      |                   |
| 1967-1974 | non disputé              | non disputé          | non disputé       |
| 1975      | Reinhard Langanke (de)   |                      |                   |
| 1976      | Michael Schiffner (de)   |                      |                   |
| 1977      | Andreas Petermann        |                      |                   |
| 1978      | non disputé              | non disputé          | non disputé       |
| 1979      | Hardy Gröger (de)        |                      |                   |
| 1980      | Olaf Ludwig              |                      |                   |
| 1981      | Bodo Straubel (de)       |                      |                   |
| 1982      | Andreas Petermann        |                      |                   |
| 1983      | Jörg Stein               | Ronald Kaulfuss      | Mathias Kittel    |
| 1984      | František Vanko          |                      |                   |
| 1985      | Mario Hernig             |                      |                   |
| 1986      | Olaf Jentzsch            |                      |                   |
| 1987      | Christian Jäger (de)     |                      |                   |
| 1988      | Torsten Bredow (de)      |                      |                   |
| 1989      | Dan Radtke               |                      |                   |
| 1990      | Ralf Schmidt             |                      |                   |
| 1991      | Gerhard Dummert          |                      |                   |
| 1992      | Stephan Gottschling (de) |                      |                   |
| 1993      | Klaus Lungershausen      |                      |                   |
| 1994      | Jan Schaffrath           |                      |                   |
| 1995-2010 | non disputé              | non disputé          | non disputé       |
| 2011      | Rüdiger Selig            | Michael Weicht (de)  | Bob Jungels       |
| 2012      | Nils Plötner             | Tomáš Okrouhlický    | Max Walsleben     |
| 2013      | Thomas Koep              | Tim Gebauer          | Nico Heßlich (de) |
| 2014      | Tim Schlichenmaier       | Mario Vogt           | Thomas Koep       |
| 2015      | Jan Tschernoster         | Jonas Tenbruck       | Hans Pirius       |
| 2016      | Jan Tschernoster         | Jasper Frahm         | Willi Thielebeule |
| 2017      | Manuel Porzner           | Justin Wolf          | Jonas Rapp        |
| 2018      | Tom Wirtgen              | Patrick Haller       | Marcel Franz      |
| 2019      | Jasper Schouten          | Johannes Hodapp      | Tobias Eise       |
| 2020-2021 | non disputé              | non disputé          | non disputé       |
| 2022      | Theo Reinhardt           | Jelle Johannink      | Oliver Mattheis   |
| 2023      | Jeroen van Krimpen       | Roman Duckert        | Benedikt Helbig   |
| 2024      | Rik van der Wal          | Maarten van den Berg | Arthur Lenne      |
| 2025      | Jarne van de Ven         | Oscar Schempp        | Cas van der Veen  |